# Theridion varians
Het Theridion varians (tên tiếng Anh: bleek visgraatje) là một loài nhện trong họ Theridiidae.
Loài này thuộc chi Theridion. Theridion varians được Carl Wilhelm Hahn miêu tả năm 1833.

## Hình ảnh

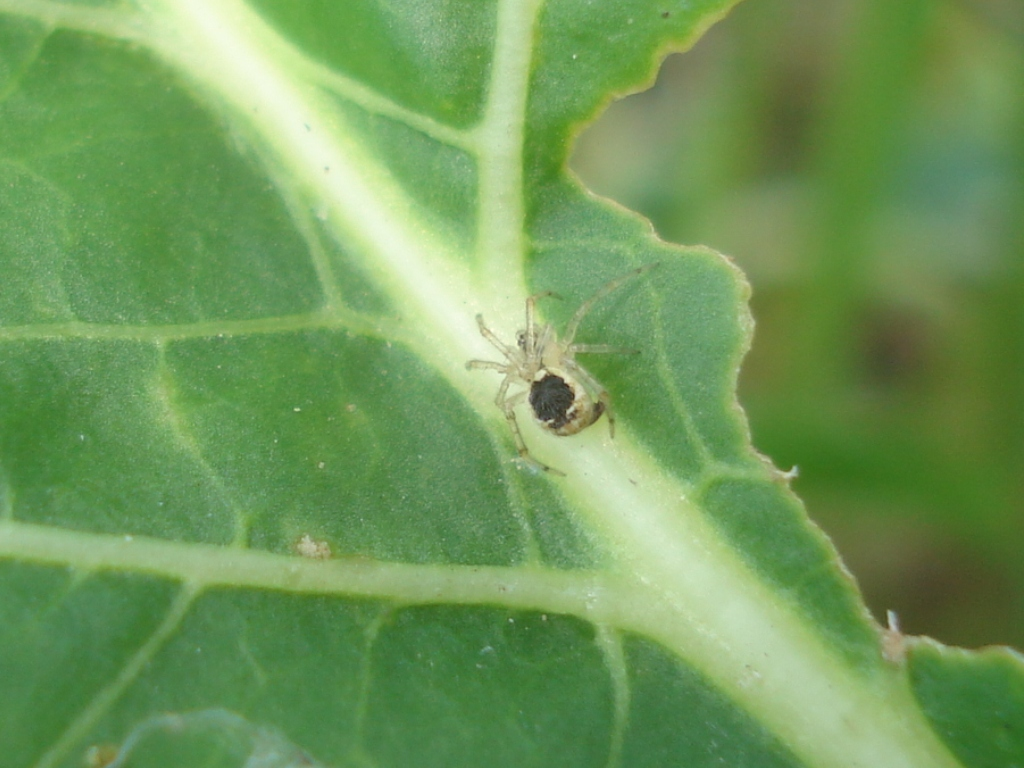
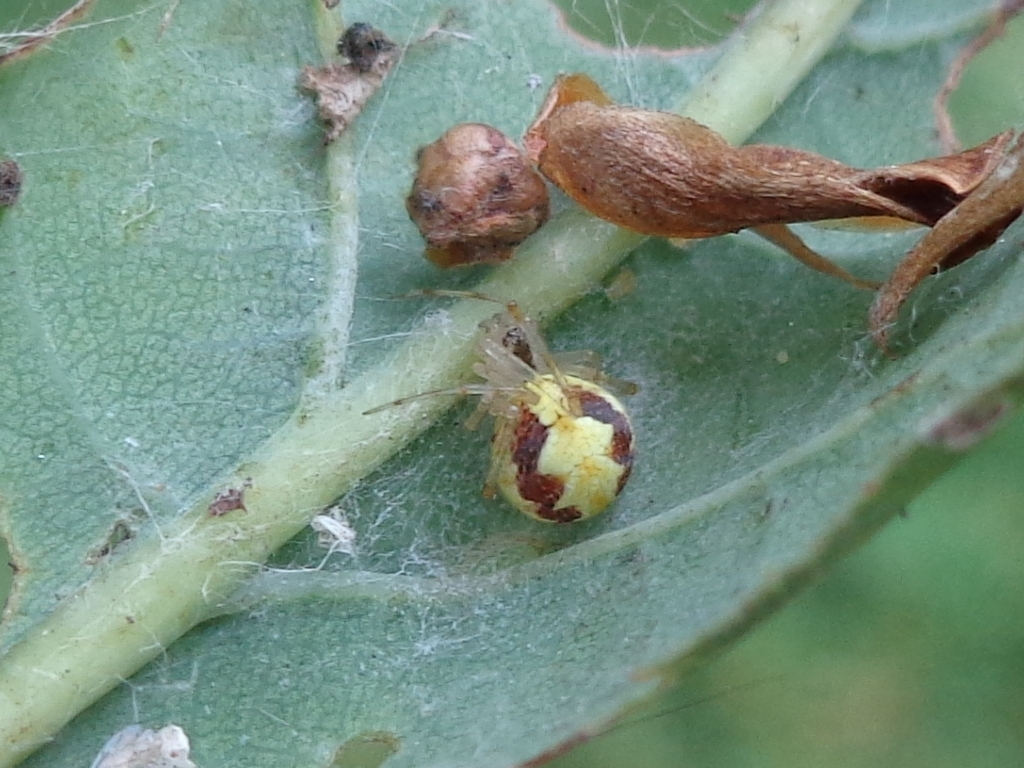
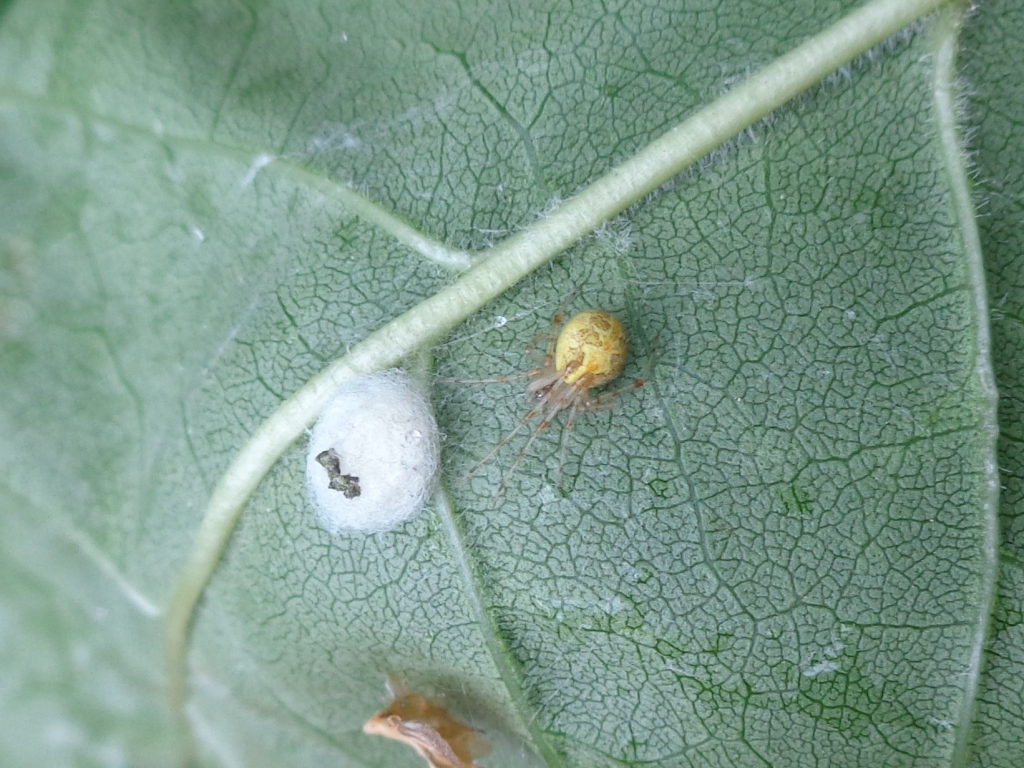
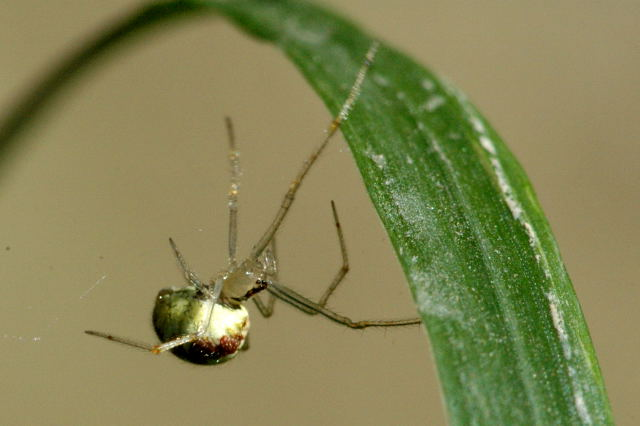